# مسعود هاشم‌زاده
مسعود هاشم‌زاده (۱۹ شهریور ۱۳۶۰-۳۰ خرداد ۱۳۸۸) یکی از کشته‌شدگان حوادث پس از انتخابات ریاست‌جمهوری دورهٔ دهم است که در تظاهرات ۳۰ خرداد ۱۳۸۸ در خیابان شادمان به ضرب گلولهٔ نیروهای حکومتی، جان باخت.
مسعود هاشم‌زاده ۲۷ ساله و دارای دیپلم رشتهٔ علوم تجربی بود. به گفتهٔ برادر مسعود، وی در زمینهٔ موسیقی و طراحی فعالیت می‌کرد و ۹ سال بود که سنتور می‌نواخت.

## ماجرای قتل
به نوشتهٔ سایت نوروز، به گفتهٔ یکی از شاهدان عینی، ضارب از نیروهایی بوده که «لباس سبز تیره» بر تن داشته است. این شاهد عینی دربارهٔ نحوهٔ قتل چنین گفته است:
از شادمان وارد مستعانیه شدیم و به طرف خیابان زنجان می‌رفتیم. پنج-شش نفر بودیم. مسعود در وسط خیابان راه می‌رفت و من کمی جلوتر و در کنار بودم. چند نفر از نیروها که با لباس سرتاسر سبز تیره در میانهٔ کوچه با فاصلهٔ حدوداً صد متر از ما ایستاده بودند. آنها اسلحه داشتند. یکی از آنها اسلحه را رو به زمین گرفت و شلیک کرد. مسعود فریاد زد مشقیه نترسید. بلافاصله پس از این سخن بود که یکی از آن نیروها که قد کمی کوتاه داشت و کمی هم چاق بود، زانوانش را خم کرد و با اسلحه‌اش که شاید کلاشینکف قنداق تا شو بود به سمت مسعود نشانه رفت و شلیک کرد. مسعود به پشت به زمین افتاد.
به گفتهٔ میلاد هاشم‌زاده (برادر مسعود هاشم‌زاده)، پس از انتقال مسعود به درمانگاه هنگامی که پزشک علائم حیات را در او چک می‌کند، روشن می‌شود که تنها «دو یا سه دقیقه بعد از شلیک گلوله» او جان خود را از دست داده است. به گفتهٔ میلاد، تیر به قلب برادرش اصابت کرده بوده است و بر پایهٔ گواهی پزشکی قانونی ریهٔ مسعود نیز سوراخ شده بوده است.
جسد مسعود در زادگاه پدری‌اش، در روستای ولی آباد بخش خشکبیجار شهرستان رشت در شرایطی به خاک سپرده شد، که مراسم خاکسپاری و عزاداری مسعود توسط مسئولان محلی با مشکل مواجه گشت. مسئولان شهرستان رشت اجازهٔ برگزاری مراسم را به خانوادهٔ مسعود ندادند و اعلامیه‌ها و پارچه‌های سیاه را نیز جمع‌آوری کردند.